# Martín Aguirregabiria
Martín Aguirregabiria Padilla, né le 10 mai 1996 à Vitoria-Gasteiz en Espagne, est un footballeur espagnol qui évolue au poste d'arrière droit au FC Carthagena.

## Biographie

### Deportivo Alavés
Pur produit du centre de formation du Deportivo Alavés, Aguirregabiria commence par jouer avec l'équipe B. Il fait ses débuts en équipe première le 30 novembre 2017 en Copa del Rey contre le Getafe CF. Il est titularisé sur le côté droit de la défense et son équipe gagne le match 3-0. 
En championnat, c'est sur la pelouse du Gérone FC qu'il débute, le 4 décembre 2017, et c'est une nouvelle fois une victoire puisque Alavés l'emporte sur le score de 2-3,. Dix jours plus tard, il prolonge son contrat jusqu'en juin 2021.
En juin 2018, il renouvelle son contrat jusqu'en 2022, devenant un membre à part entière de l'équipe première, et il change de numéro, passant du 32 au 21,. Il marque son premier but en pro en Copa del Rey, contre le Gérone FC, le 31 octobre 2018. Il est cette fois-ci positionné arrière gauche et le match se termine sur un score nul de 2-2 .

### FC Famalicão
Le 18 juillet 2022, Martín Aguirregabiria rejoint librement le FC Famalicão alors que son contrat avec le Deportivo Alavés s'achevait en juin. Il signe en faveur du club portugais pour un contrat courant jusqu'en juin 2025,.

### FC Carthagena
Après deux saisons au FC Famalicão, Martín Aguirregabiria fait son retour en Espagne en s'engageant avec le FC Carthagena le 6 juillet 2024, pour un contrat d'une saison.

### En sélection nationale
Le 14 novembre 2018, il honore sa première sélection avec l'équipe d'Espagne espoirs, en étant titularisé contre le Danemark. Son équipe remporte le match 4 buts à 1.
Avec les espoirs, il participe notamment au championnat d'Europe espoirs en 2019. Il est l'arrière droit titulaire et joue tous les matchs de son équipe et dans leur intégralité. Les Espagnols remportent le trophée en prenant le dessus sur l'Allemagne le 30 juin 2019 (2-1 score final),.

## Palmarès

### En équipe nationale
Espagne espoirs
- Vainqueur du Championnat d'Europe espoirs en 2019.